# Lijst van vorsten in de Rijnbond
Dit is een lijst van vorsten in de Rijnbond (1806-1813). Ter volledigheid is bij elke eerste vorst het jaar van troonsbestijging en bij elke laatste het sterfjaar of jaar van abdicatie vermeld.
Zie ook: Lijst van vorsten in de Duitse Bond, Lijst van vorsten in het Duitse Keizerrijk.

## Koningen

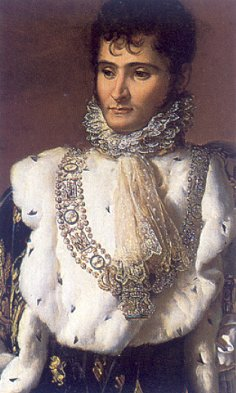
Jérôme Bonaparte, koning van Westfalen

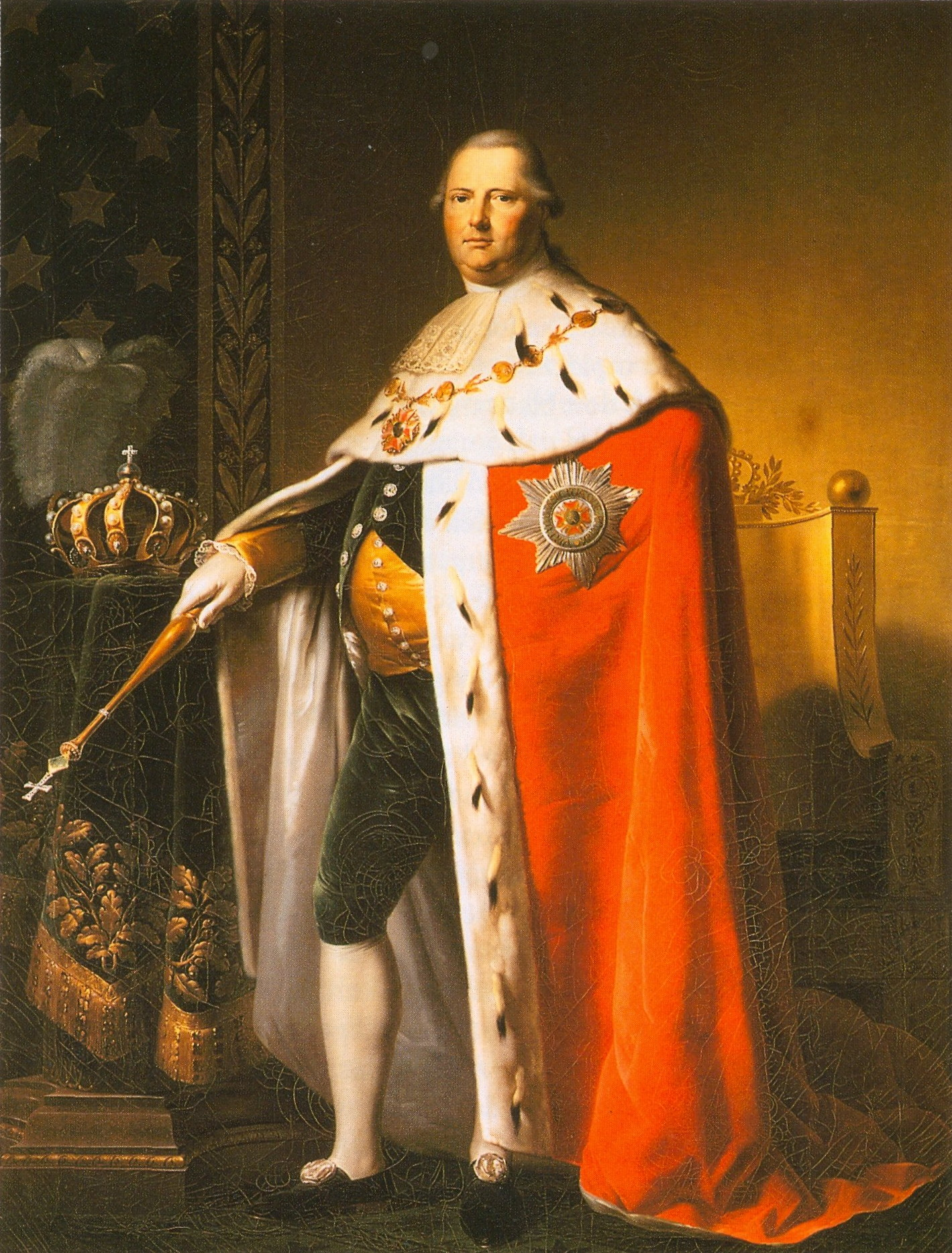
Frederik I, koning van Württemberg

### Koningen vanBeieren
- 1799-1825: Maximiliaan I Jozef

### Koningen vanSaksen
- 1763-1827: Frederik August I

### Koningen vanWestfalen
- 1807-1813: Jérôme Bonaparte

### Koningen vanWürttemberg

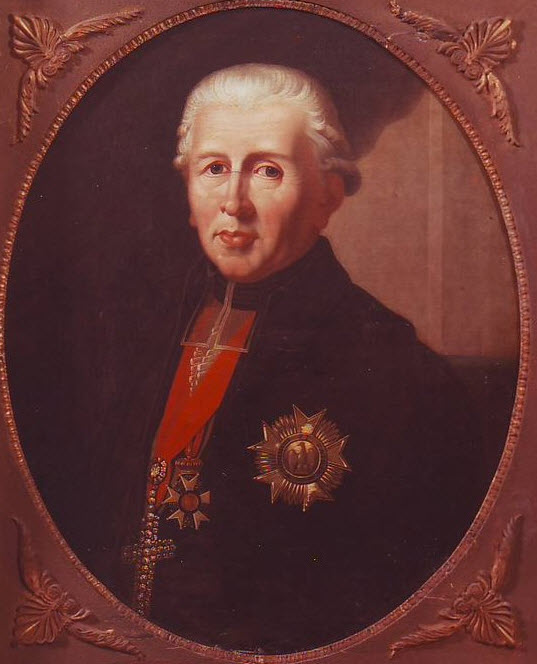
Karl Theodor von Dalberg, groothertog van Frankfurt

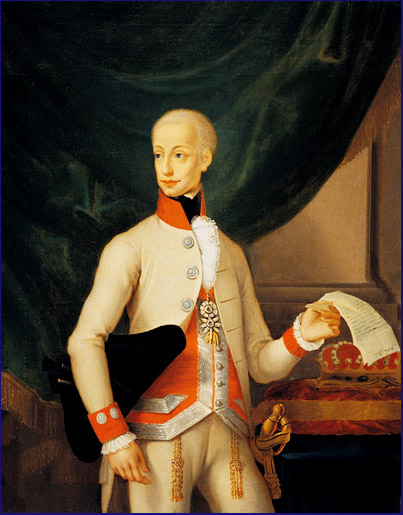
Ferdinand, groothertog van Würzburg

- 1797-1816: Frederik I

## Groothertogen

### Groothertogen vanBaden
- 1771-1811: Karel Frederik
- 1811-1818: Karel

### Groothertogen vanBerg
- 1806-1808: Joachim Murat
- 1808-1813: Napoleon Lodewijk Bonaparte

### Groothertogen vanFrankfurt
- 1810-1813: Karl Theodor von Dalberg
- 1813: Eugène de Beauharnais

### Groothertogen vanHessen-Darmstadt
- 1806-1830: Lodewijk I van Hessen-Darmstadt

### Groothertogen vanWürzburg

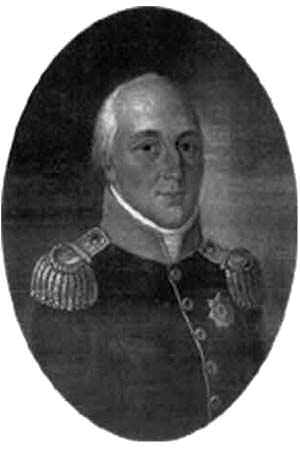
Alexius Frederik Christiaan, hertog van Anhalt-Bernburg

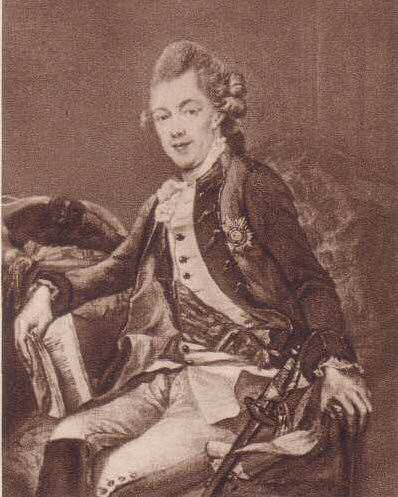
Karel II, hertog van Mecklenburg-Strelitz

- 1806-1814: Ferdinand

## Hertogen

### Hertogen vanArenberg
- 1803-1810: Prosper Lodewijk

### Hertogen vanAnhalt-Bernburg
- 1796-1834: Alexius Frederik Christiaan

### Hertogen vanAnhalt-Dessau
- 1751-1817: Leopold III Frederik Frans

### Hertogen vanAnhalt-Köthen
- 1789-1812: August Christiaan Frederik
- 1812-1818: Lodewijk August

### Hertogen vanMecklenburg-Schwerin
- 1785-1837: Frederik Frans I

### Hertogen vanMecklenburg-Strelitz
- 1794-1816: Karel II

### Hertogen vanNassau
- 1806-1816: Frederik August (hertog) en Frederik Willem (vorst)

### Hertogen vanOldenburg
- 1785-1823: Peter Frederik Willem

### Hertogen vanSaksen-Coburg-Saalfeld
- 1806-1826: Ernst  (1784-1844)

### Hertogen vanSaksen-Hildburghausen
- 1780-1826:  Frederik

### Hertogen vanSaksen-Gotha-Altenburg
- 1804-1822: August

### Hertogen vanSaksen-Meiningen
- 1803-1866: Bernhard II

### Hertogen vanSaksen-Weimar-Eisenach

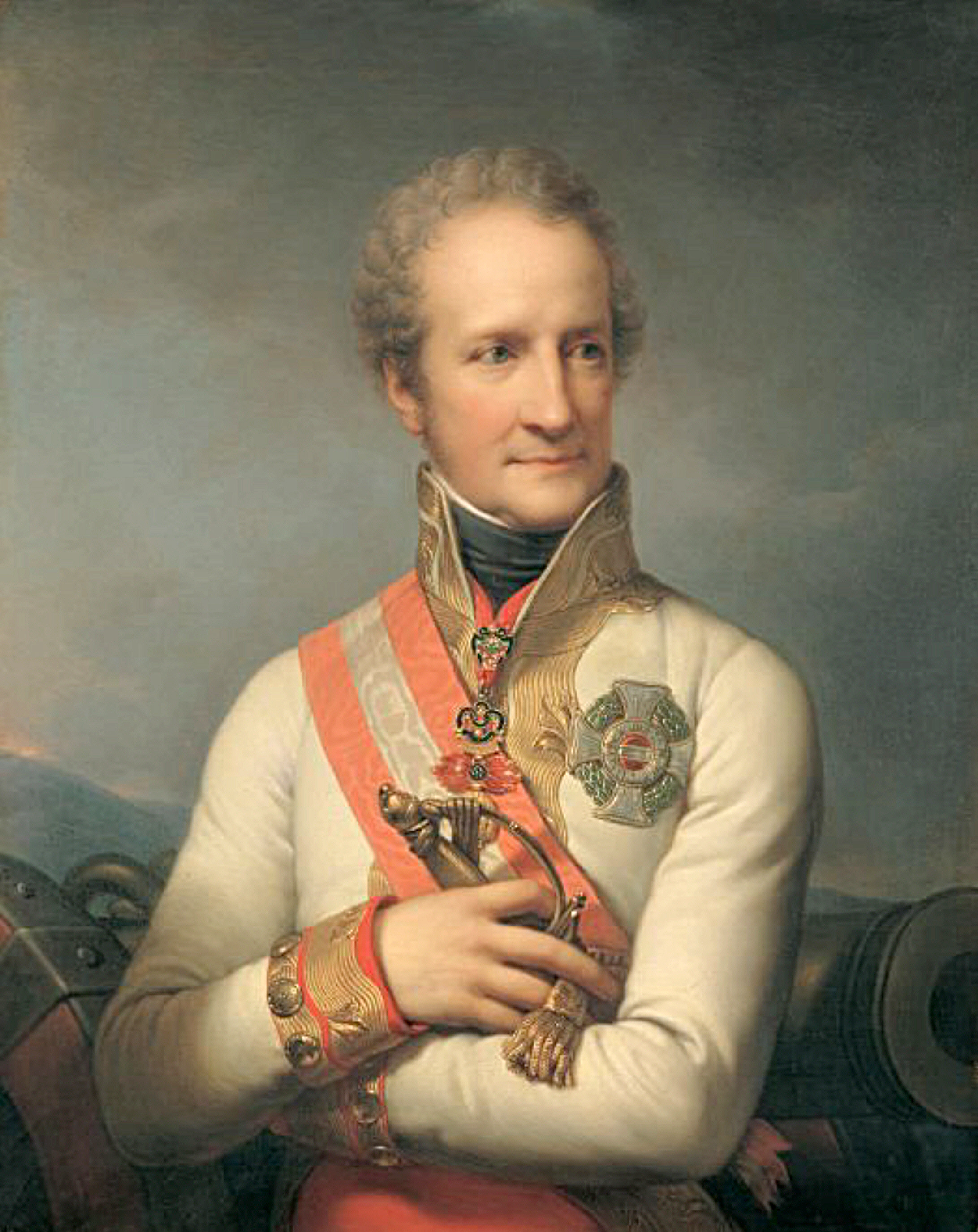
Johannes I Jozef, vorst van Liechtenstein

- 1758-1828: Karel August

## Vorsten

### Vorsten vanAschaffenburg
- 1803-1810: Karl Theodor von Dalberg

### Vorsten vanHohenzollern-Hechingen
- 1798-1810: Herman Frederik Otto
- 1810-1838: Frederik Herman Otto

### Vorsten vanHohenzollern-Sigmaringen
- 1785-1831: Anton Aloysius

### Vorsten vanIsenburg
- 1806-1813: Karel

### Vorstenvon der Leyen
- 1806-1815: Filips

### Vorsten vanLiechtenstein
- 1805-1836: Johannes I Jozef

### Vorsten vanLippe
- 1802-1851: Leopold II

### Vorsten vanRegensburg
- 1803-1810: Karl Theodor von Dalberg

### Vorsten vanReuss-Greiz
- 1800-1817: Hendrik XIII

### Vorsten vanReuss-Ebersdorf
- 1779-1822: Hendrik LI

### Vorsten vanReuss-Lobenstein
- 1805-1824: Hendrik LIV

### Vorsten vanReuss-Schleiz
- 1784-1818: Hendrik XLII

### Vorsten vanSalm-Salm
- 1778-1813: Constantijn Alexander

### Vorsten vanSalm-Kyrburg
- 1794-1813: Frederik IV

### Vorsten vanSchaumburg-Lippe
- 1778-1860: George Willem

### Vorsten vanSchwarzburg-Rudolstadt
- 1793-1807: Lodewijk Frederik II
- 1807-1867: Frederik Günther

### Vorsten vanSchwarzburg-Sondershausen
- 1794-1835: Gunther Frederik Karel I

### Vorsten vanWaldeck
- 1763-1812: Frederik Karel August